# Ekonomika Ruska
Ruská ekonomika je ekonomikou smíšeného typu silně závislou na využívání bohatých přírodních zdrojů a rozsáhlém zbrojním průmyslu. Značná část příjmů je realizována ve státem vlastněných nebo kontrolovaných strategických odvětvích. Velká rozloha Ruska je důležitým určujícím faktorem jeho hospodářské činnosti, přičemž některé zdroje odhadují, že se v Rusku nachází více než 30 procent světových přírodních zdrojů. Světová banka odhaduje celkovou hodnotu ruských přírodních zdrojů 75 bilionů dolarů.
V 90. letech 20. století prošla výraznou transformací centrálně plánované ekonomiky bývalého Sovětského svazu na ekonomiku tržního hospodářství. V rámci tohoto procesu proběhla rozsáhlá privatizace mnoha odvětví průmyslu včetně těžařství a stavebnictví a dále i zemědělství, bankovnictví, pojišťovnictví a mnoha odvětví služeb. Do určité míry se privatizace postupně týkala i energetiky, nikoliv však zbrojního průmyslu.
Rozpad Sovětského svazu v roce 1991 a s ním spojené hluboké změny v podmínkách hospodaření však přivedly ruskou ekonomiku do období hospodářské recese trvající až do roku 1999. Následný výrazný ekonomický růst byl do jisté míry ovlivněn růstem cen surovin na světových trzích, doprovázeným zvýšením ruského exportu ropy a zemního plynu do evropských zemí. Přispěly však k němu politická stabilizace tohoto rozsáhlého státu a důslednější hospodářská politika. Období růstu bylo přerušeno globální ekonomickou krizí v roce 2008 a poklesem cen surovin. To mělo negativní dopady na indexy ruského akciového trhu, oslabení rublu, zvýšení nezaměstnanosti a snížení přílivu kapitálu do ruské ekonomiky.
Po krátkém propadu v letech 2008–2009 pokračovala od roku 2010 další fáze růstu ruské ekonomiky, ovšem jeho hodnoty již nedosahovaly úrovní z let 2000 až 2007. Od roku 2012 bylo zřetelné zpomalování, a to i přes vysokou úroveň cen surovin, která přetrvávala až do poloviny roku 2014. Mezi lety 2008 a 2013 byla Moskva opakovaně označována jako město s nejvíce miliardáři. Rusko mělo k roku 2017 šestý největší HDP měřený paritou kupní síly na světě.
Po anexi Krymu Ruskou federací a následném propuknutí ukrajinské krize v roce 2014 byla ruská ekonomika postižena mezinárodními sankcemi. Současně s tím došlo k výraznému poklesu cen ropy a zemního plynu na globálních trzích, přičemž souběh těchto vlivů způsobil nestabilitu kurzovního vývoje rublu a pokles příjmů ruského státního rozpočtu. Tyto vlivy také přispěly k propadu ruského HDP. Zatímco roce 2014 činil růst HDP +0,6 %, v následujícím roce 2015 došlo k propadu o 2,8 %. V roce 2016 poklesl ruský HDP o 0,2 %. Pro rok 2017 očekávala Světová banka mírné oživení hospodářské činnosti a vzrůst ruského HDP o 1,5 %.

## Ekonomický vývoj

### Dědictví sovětské ekonomiky
Základní rysy sovětské ekonomiky, která fungovala do roku 1991, vznikly již pod vedením Josifa Stalina. Po roce 1953 byly provedeny jen nepříliš podstatné změny. Hlavním mechanismem bylo pětileté a roční plánování, které používala sovětská vláda k realizaci ekonomické politiky. Podle této politiky formulovala Státní plánovací komise (rusky Gosudarstvennyj planovyj komitět – Gosplan) celostátní normy pro objemy výroby pro stanovené období. Regionální plánovací orgány pak zpřesnily tyto normy pro ekonomické jednotky jako státní průmyslové podniky a státní statky (sovchozy) a zemědělská družstva (kolchozy). Každá taková ekonomická jednotka měla svůj vlastní plán výroby. Toto centrální plánování vycházelo z mylného předpokladu, že pokud každá ekonomická jednotka splní svůj plán, budou nabídka a poptávka v celkové rovnováze. Tím nebylo zohledněno pravděpodobné nesplnění plánu určitými výrobními jednotkami na jedné straně ani jeho méně pravděpodobné překročení jinými závody na straně druhé.
Úlohou vlády bylo zajistit, aby byly plány splněny. Odpovědnost za produkci spadala shora dolů (zákon padajícího). Na národní úrovni dohlíželo na výrobní aktivity jednotlivých ekonomických jednotek zhruba 70 ministerstev a komisí, každá zodpovědná za některé výrobní odvětví nebo pododvětví. Regionální ministerské orgány podávaly zprávy na ministerstva na národní úrovni a řídila ekonomické jednotky v jejich příslušných geografických oblastech.
Plány zahrnovaly normy pro produkci surovin, polotovarů, stejně jako finálního zboží a služeb. Teoreticky, avšak nikoli v praxi, zajišťoval systém rovnováhu mezi jednotlivými sektory ekonomiky. Stát vykonával úlohu alokace, kterou v tržním systému vykonávají ceny. V sovětské ekonomice byly ceny pouze účetním mechanismem. Vláda stanovovala ceny všeho zboží a služeb na základě jejich role v plánu a na základě dalších neekonomických kriterií. Například cena chleba, tradičního základu ruské stravy, byla nižší než cena pšenice použité pro jeho výrobu. V některých případech se stávalo, že zemědělci krmili dobytek chlebem spíše než obilím, protože chléb byl levnější.[zdroj?] Nájemné za byty bylo nastaveno velmi nízko, aby bylo dosaženo sociální spravedlnosti, přitom však nebyla zajištěna dostatečná nabídka bydlení zvláště ve velkých městech. Sovětský průmysl získával suroviny jako ropu, zemní plyn, uhlí a rudy za ceny nižší než na světových trzích, což bylo pro něj na jednu stranu výhodné, do určité míry to však podporovalo plýtvání těmito surovinami.
Systém centrálního plánování dovoloval sovětským vůdcům rychle mobilizovat zdroje v období krizí, například během nacistické invaze, a obnovit průmysl v poválečném období. Rychlý rozvoj industriální báze po druhé světové válce, ovšem do značné míry zaměřený na rozvoj těžkého a zbrojního průmyslu, dovolil Sovětskému svazu stát se globálně operující supervelmocí. V 70. a 80. letech 20. století se však tento systém stal brzdou technologického rozvoje a ekonomického růstu.
Rozpad Sovětského svazu a zánik Rady vzájemné hospodářské pomoci (RVHP), která do roku 1989 umožňovala mj. odbyt ruských surovin a přísun mnohých potřebných komodit nevyráběných v SSSR vůbec nebo jen v nedostatečné kvalitě, postavily hospodářskou politiku Ruska před neobyčejnou výzvu. Východiskem ze vzniklé situace, která byla nadto zatížena velkými hospodářskými problémy a stupňujícím se nedostatkem zboží pro široké vrstvy obyvatelstva, bylo jedině zásadní přeměna dosavadního nepružného systému centrálního plánování s téměř výlučným státním vlastnictvím výrobních prostředků a s monopolem státu jak ve výrobě tak ve všech oblastech obchodování a služeb. Nutný byl co nejrychlejší přechod na tržní ekonomiku s prostorem pro soukromé vlastnictví a podnikání.
Ačkoli Ruská federace ztratila velká území z dědictví bývalého Sovětského svazu, zůstaly její ekonomice nadále obrovské prostředky jako jsou obsáhlé nerostné bohatství a vytvořená základna těžebního a zpracovatelského průmyslu. Za dobu existence SSSR byla budována také potřebná infrastruktura, avšak vzhledem k obrovské rozloze země a obtížným klimatickým podmínkám zůstala mnohde ještě nedostatečně rozvinutá.

### Ekonomická reforma v 90. letech

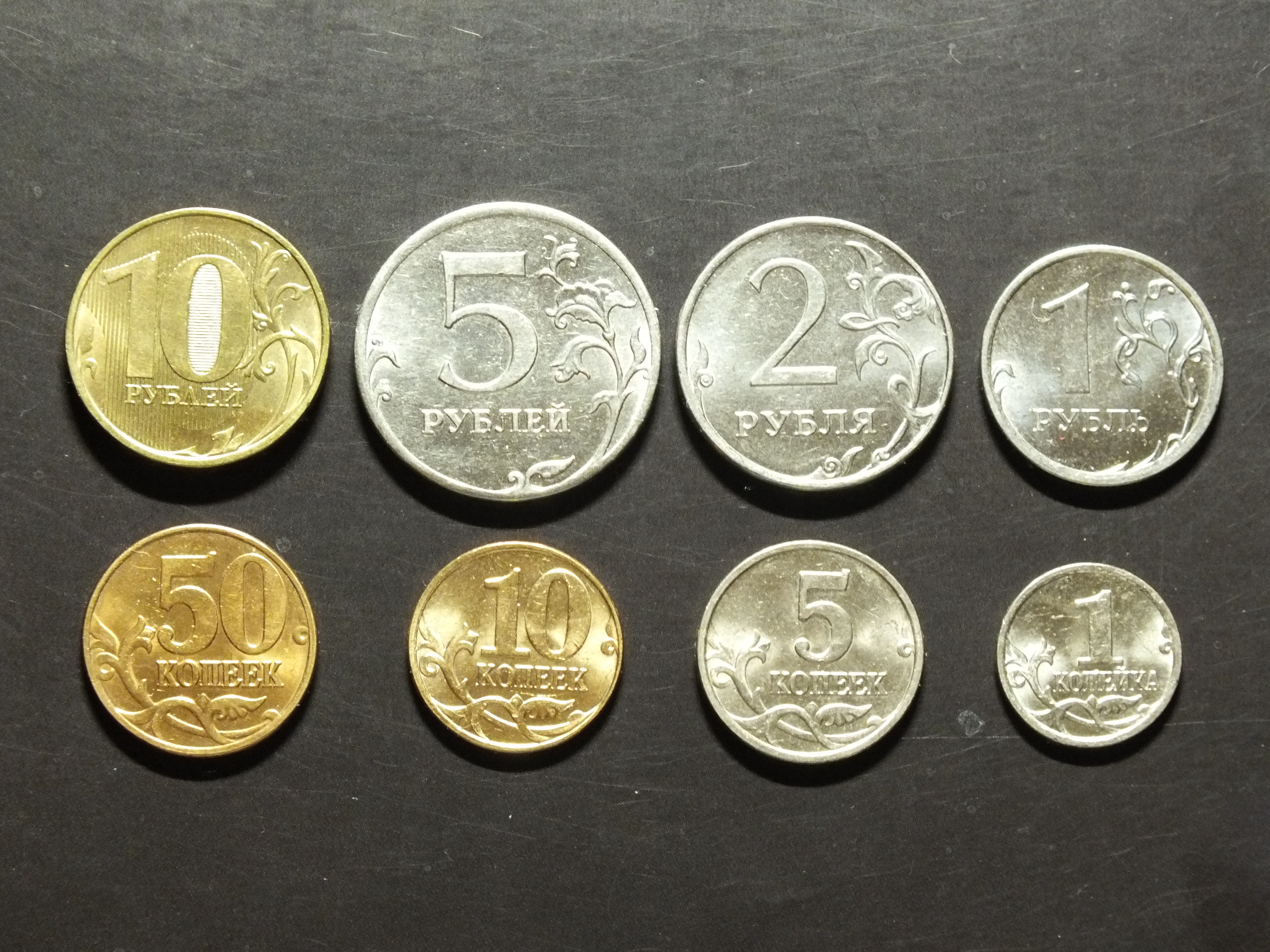
Ruský rubl

Úspěchy ruské ekonomické reformy v 90. letech byly smíšené. Již pokusy a chyby reformátorů během perestrojky za Michaila Gorbačova (byl v úřadu v letech 1985–91) ukázaly složitost tohoto úkolu. Od roku 1991, pod vedením Borise Jelcina, udělala země velké kroky směrem k rozvoji tržního hospodářství zavedením jeho základních principů jako například trhem určovaných cen. Důležité prvky jako částečná privatizace státních podniků proběhly v prvních několika letech postsovětského období. Došlo také ke značnému přílivu zahraničních investic. Ostatní základní složky ekonomické infrastruktury, jako jsou komerční bankovnictví a zavedení promyšlených a účinných obchodních zákonů, zcela nebo částečně chyběly až do roku 1996. Ačkoliv v polovině 90. let se zdál návrat k centrálnímu plánování nepravděpodobný, celkové uspořádání ruské posttransformační ekonomiky zůstávalo nepředvídatelné.
Ekonomové bojovali o dosažení přesnějšího měření ruské ekonomiky a měli pochybnosti o přesnosti oficiálních ruských ekonomických údajů. Ačkoli trh nyní rozhodoval o většině cen, vláda stále fixovala ceny některého zboží a služeb, např. komunálních služeb a energie. Navíc se kurz rublu vůči americkému dolaru rychle měnil a ruská inflace byla velmi vysoká. Tyto podmínky zkomplikovaly konverzi ekonomických údajů z rublů na dolary kvůli porovnání s USA a západními zeměmi.

Vývoj ruského HDP na obyvatele od roku 1989

Podle oficiálních ruských dat, v roce 1994 byl hrubý domácí produkt (HDP) 604 miliard rublů (asi 207 milionů dolarů dle kurzu z roku 1994), nebo asi 4 % z hrubého domácího produktu USA z téhož roku. Ale toto číslo podceňuje velikost ruské ekonomiky. Opravením podle parity kupní síly byl ruský HDP asi na úrovni 678 miliard dolarů, čili na úrovni 10 procent ekonomiky USA. V roce 1994 byl HDP přepočtený v paritě kupní síly na hlavu 4573 dolarů, čili na úrovni 19 % USA. Druhý důležitý ukazatel je podíl stínové ekonomiky, která neplatí daně a není zahrnuta ve vládních statistikách, a který byl vyčíslen na 50 % ekonomiky a 40 % pokladního obratu[zdroj?].

### Jelcinův ekonomický program
Dvěma hlavním nezávislým cílům – makroekonomické stabilizaci a ekonomické restrukturalizaci – byla věnována pozornost během přechodu od centrálně plánované ekonomiky k ekonomice založené na trhu. První znamenal zavedení fiskální a monetární politiky, která podporuje ekonomický růst v prostředí stabilních cen a směnného kurzu. Druhý vyžadoval zavedení obchodních, právních a institucionálních entit (bank, soukromého vlastnictví a obchodních zákonů) které dovolují ekonomice fungovat efektivně. Otevření domácích trhů zahraničnímu obchodu a investicím, tedy propojení ekonomiky se zbytkem světa, bylo důležitou pomocí v dosahování těchto cílů. Gorbačovův režim selhal v adresaci těchto cílů. V době zániku Sovětského svazu začala Jelcinova vláda řešit tyto problémy makroekonomické stabilizace a ekonomické restrukturalizace. V polovině roku 1996 byly výsledky smíšené.
V říjnu 1991, dva měsíce před oficiálním kolapsem sovětského režimu a dva měsíce po srpnovém puči proti Gorbačovovi, Jelcin a jeho poradci, včetně reformního ekonoma Jegora Gajdara, zavedl program radikálních ekonomických reforem. Ruský parlament, Nejvyšší sovět, také rozšířil moc prezidenta na jeden rok, aby mohl implementovat program. Tento program byl ambiciozní, jeho cíle však byly pravděpodobně stanoveny příliš směle. Komplikací bylo také to, že se od roku 1991 politická i ekonomická moc přenesla z národní na regionální úroveň; v řadě dohod mezi většinou z 21 ruských republik a několika dalších subnárodních jurisdikcí, Moskva poskytla různorodá zvláštní práva a pravomoce s důležitým ekonomickým podtextem.
Program vytyčil několik politických opatření pro dosažení stabilizace. Vyžadoval ráznou redukci vládních výdajů. Zaměřoval se na snížení rozpočtového deficitu z 20 % HDP v roce 1991 na 9 % HDP v druhé polovině roku 1992 a na 3 % HDP v roce 1993. Vláda zavedla nové daně a vybírání daní bylo vylepšeno aby se zvýšily příjmy státu. V monetární sféře vyžadoval ekonomický program aby Ruská centrální banka snížila subvencované úvěry podnikům a omezila růst nabídky (zásob) peněz. Program také volal po snížení inflace z 12 % měsíčně v roce 1991 na 3% měsíčně v polovině roku 1993.

### Měnová krize v roce 1998

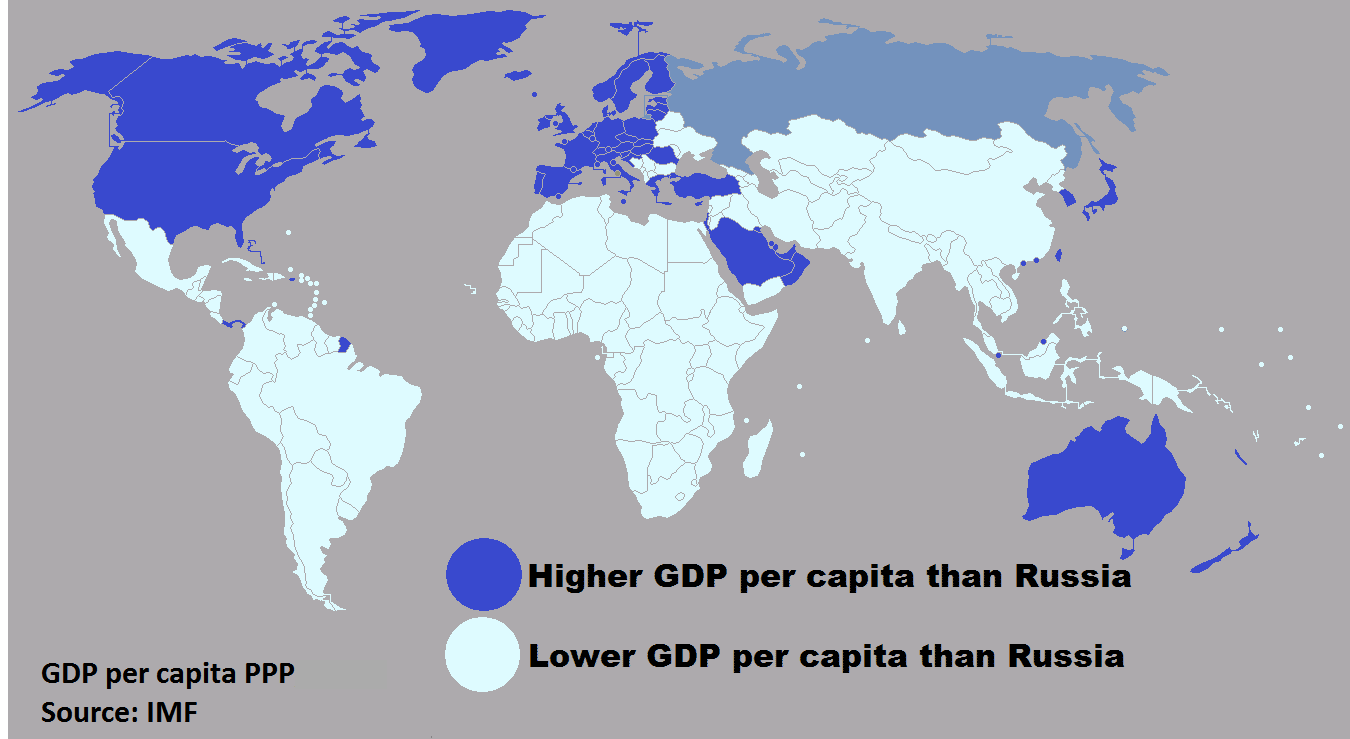
Mapa ukazuje země, které mají vyšší nebo nižší HDP na obyvatele než Rusko

Za den propuknutí měnové krize v Rusku je všeobecně považován 17. srpen 1998, kdy ruská vláda provedla jednostrannou restrukturalizaci domácího dluhu a vyhlásila devadesátidenní moratorium na splátky zahraničního soukromého dluhu. Ruský stát se tak ocitl v platební neschopnosti, dále došlo k masivní devalvaci rublu (propad kurzu z 6 RUB za 1 USD na 20 RUB za USD), kolapsu významné části ruských komerčních bank, nárůstu inflace až na 40 % a poklesu HDP o 4 % za rok 1998 (ve třetím čtvrtletí 1998 o 7 %). Politickým důsledkem krize byl pád vlády Sergeje Kirijenka a 31. prosince 1999 ruský prezident Boris Jelcin v přímém přenosu novoročního přání oznámil svoji resignaci.

### Ekonomika od roku 1999
Od roku 1999 zažívalo Rusko ekonomický růst. Tři roky 2000–2002 byly charakterizovány prorůstovými hospodářskými reformami, včetně rozsáhlé daňové reformy, která zavedla daň z příjmu 13% a široké úsilí při deregulaci, která zlepšila situaci pro malé a střední podniky. V letech 2000 až 2008 dospěla ruská ekonomika k velkému růstu, HDP rostlo v průměru o 7% ročně. Ekonomický růst přerušila globální ekonomická krize v roce 2009, ostrá ale krátká recese byla následována silným oživením na konci roku 2009. Členství Ruska ve WTO bylo přijato v roce 2011. V roce 2013 bylo Rusko označeno Světovou bankou za ekonomiku s vysokými příjmy.

### Vývoj HDP 1999–2024
Vývoj ruského HDP byl podle Světové banky následující:

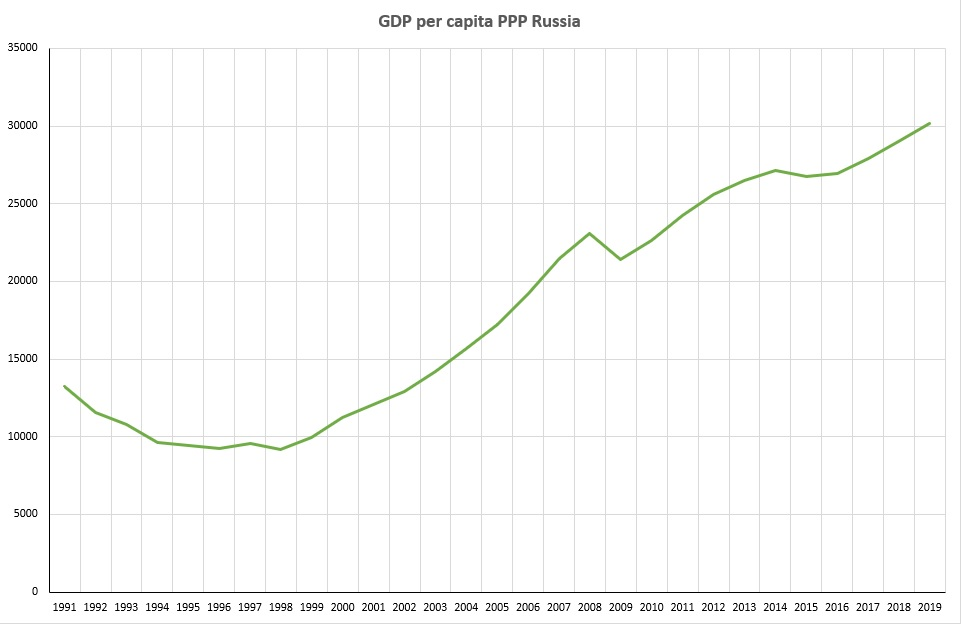
Vývoj ruského HDP na obyvatele (1991–2019)

| Rok   | 1990 | 1991 | 1992  | 1993 | 1994  | 1995 | 1996 | 1997 | 1998 | 1999 | 2000 | 2001 | 2002 | 2003 | 2004 | 2005 |
| ----- | ---- | ---- | ----- | ---- | ----- | ---- | ---- | ---- | ---- | ---- | ---- | ---- | ---- | ---- | ---- | ---- |
| % HDP | −3,0 | −5,0 | −14,5 | −8,7 | −12,6 | −4,1 | −3,8 | 1,4  | −5,3 | 6,4  | 10,0 | 5,1  | 4,7  | 7,3  | 7,2  | 6,4  |
| Rok   | 2006 | 2007 | 2008  | 2009 | 2010  | 2011 | 2012 | 2013 | 2014 | 2015 | 2016 | 2017 | 2018 | 2019 | 2020 | 2021 |
| % HDP | 8,2  | 8,5  | 5,2   | −7,8 | 4,5   | 4,3  | 4,0  | 1,8  | 0,7  | −2,0 | 0,2  | 1,8  | 2,8  | 2,2  | -2,7 | 5,9  |
| Rok   | 2022 | 2023 | 2024  |      |       |      |      |      |      |      |      |      |      |      |      |      |
| % HDP | -1,4 | 4,1  | 4,3   |      |       |      |      |      |      |      |      |      |      |      |      |      |

### Vývoj dalších ekonomických ukazatelů 1995–2015
Následující tabulka ukazuje vývoj dalších ekonomických ukazatelů v pětiletých cyklech v období 1995 až 2015.

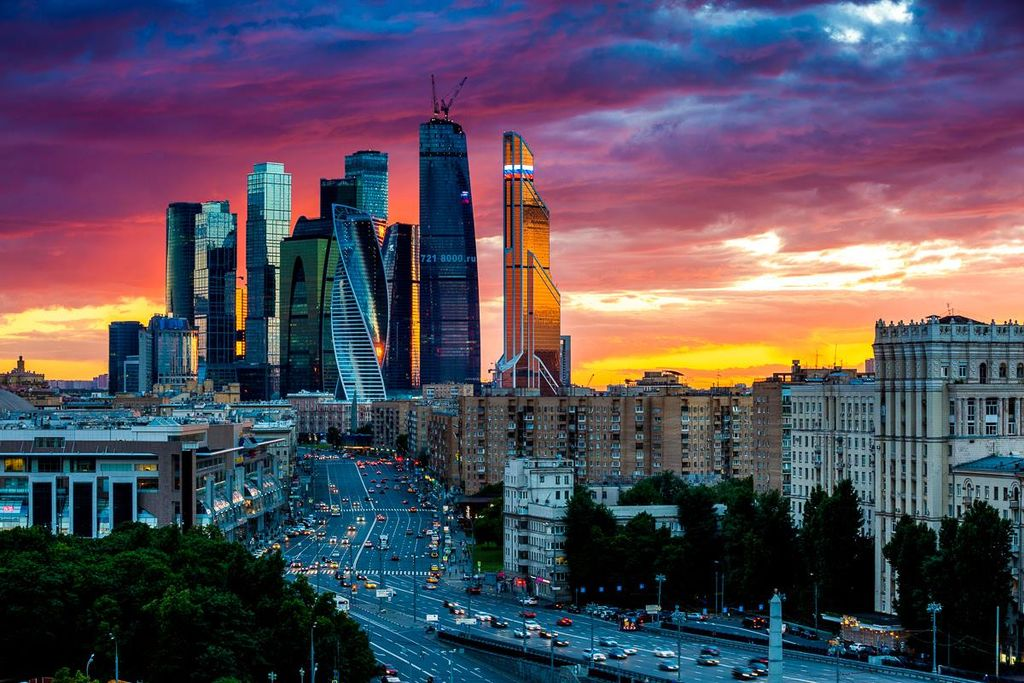
Pohled na centrum Moskvy v roce 2015

|                                      | 1995   | 2000  | 2005  | 2010  | 2015  |
| ------------------------------------ | ------ | ----- | ----- | ----- | ----- |
| Míra inflace (%)                     | 204,90 | 20,98 | 12,70 | 6,86  | 15,95 |
| Míra nezaměstnanosti (%)             | 7,23   | 10,59 | 7,10  | 7,30  | 5,30  |
| Státní dluh/HDP (%)                  | -      | 59,90 | 14,2  | 11,04 | 17,92 |
| Saldo státního rozpočtu/HDP (%)      | −7,00  | +0,50 | +9,88 | −3,90 | −0,50 |
| Kurz rubl/dolar (počet RUB za 1 USD) | 4,90   | 28,17 | 28,29 | 30,43 | 67,70 |
| Průměrná mzda (RUB)                  | 736    | 3025  | 11319 | 28027 | 33980 |
| Průměrná mzda (USD)                  | 150    | 107   | 400   | 921   | 502   |

### Vývoz a dovoz

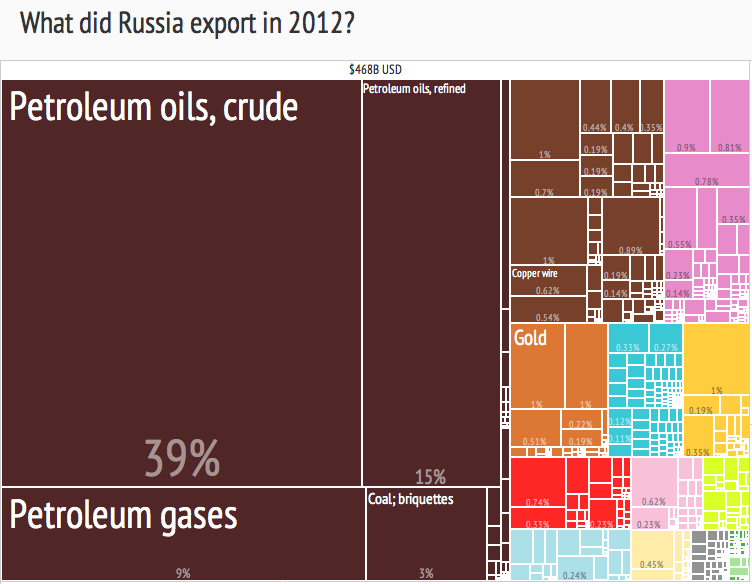
Ruský vývoz (2012) zdroj: [http://atlas.cid.harvard.edu/explore/tree_map/export/rus/all/show/2012/ Harvard Atlas of Economic Complexity

Nejvýznamnější exportní partneři Ruska (2021):
- Čína (14,0%)
- Nizozemí (8,6%)
- Německo (6,1%)
- Turecko (5,4%)
- Bělorusko (4,7%)
- Itálie (4,0%).

Nejvýznamnější importní partneři Ruska (2021):
- Čína (25,0%)
- Německo (9,4%)
- Spojené státy (5,9%)
- Bělorusko (5,4%)
- Jižní Korea (4,5%)
- Francie (4,2%).

Hlavním exportním artiklem je ropa a zemní plyn, které se společně podílejí na 67 % celkového exportu. Významným zdrojem příjmů ze zahraničí je prodej zbraní, kde Rusko zaujímá[kdy?] pozici světové dvojky těsně za USA. Odhad exportu v r. 2016 se pohybuje okolo 15 mld USD, což tvoří přibližně čtvrtinu celosvětového obchodu se zbraněmi.

## Korupce

Index vnímání korupce, 2018

Korupce v Rusku je vnímána jako významný problém, který ovlivňuje všechny aspekty života, včetně veřejné správy, vymáhání práva, zdravotní péče a vzdělávání. Fenomén korupce je pevně zakotven v historickém modelu veřejné správy v Rusku a připisován obecné slabosti právního státu v Rusku.
Podle Ararata Osipiana je od Putinova druhého funkčního období málo případů korupce předmětem pobouření. Putinův systém podle něj umožňuje všudypřítomné a otevřené slučování státní správy a podnikání, jakož i využívání příbuzných, přátel a známých k čerpání rozpočtových výdajů a převzetí státního majetku.

## Ekonomická struktura

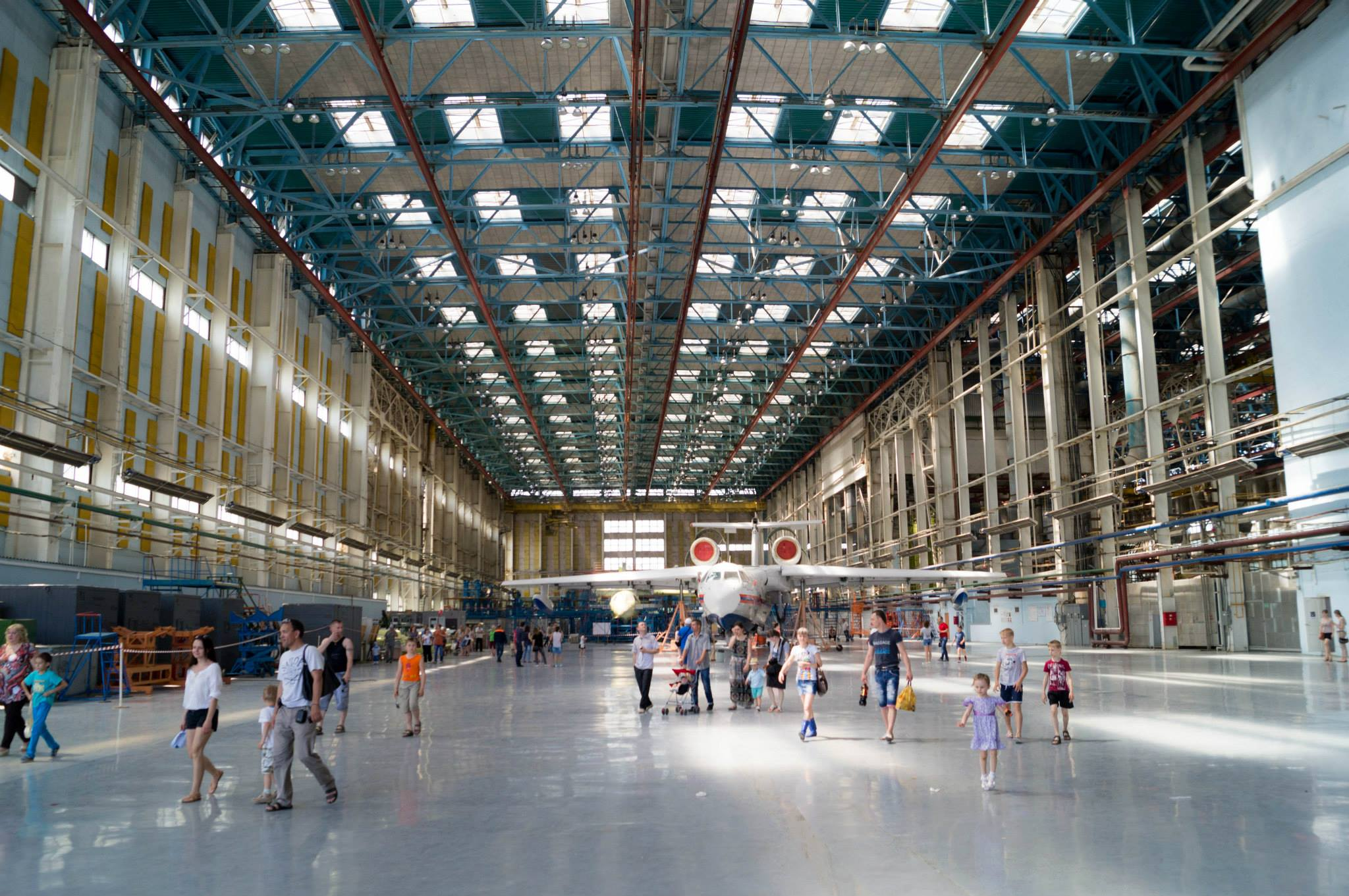
Hala továrny Berijev v Taganrogu

V ekonomické aktivitě má dominantní postavení metropole Moskva, která, ačkoliv má pouze desetinu obyvatel země, tvoří hrubý domácí produkt z jedné třetiny; je zde také nejvyšší životní úroveň v zemi. V průmyslu si také ještě významný podíl drží další velká města v evropské a jihovýchodní části státu. Severovýchod – Sibiř a Dálný východ – pak slouží především jako surovinová základna.

### Zbrojní průmysl
Rusko se podílí asi na čtvrtině světového obchodu se zbraněmi, čímž se řadí na druhé místo na světě za USA, Při přepočtu tržeb z prodeje zbraní na jednoho obyvatele však USA téměř dvojnásobně převyšuje a je tak zemí s největším profitem ze zbrojního průmyslu plynoucího na jednoho obyvatele státu.

### Energetika

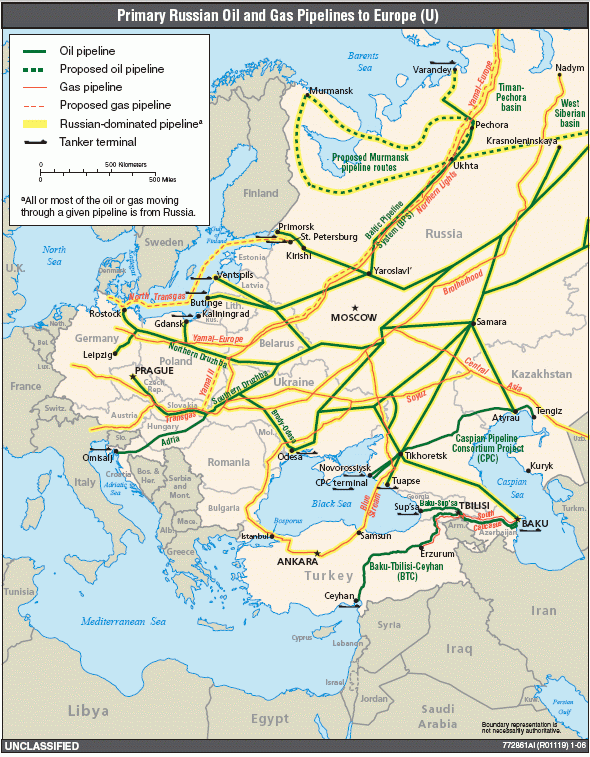
Ropovody a plynovody z Ruska do Evropy

Rusko má největší zásoby zemního plynu na světě

Hlavními těženými surovinami jsou zemní plyn, ropa, hnědé uhlí a nikl. Rusko má největší rezervy zemního plynu na světě, druhé největší zásoby uhlí a osmé největší zásoby ropy. Má také mj. velké zásoby zlata, diamantů a titanu.
V zemi existují velké společnosti, zaměřené na těžbu ropy – Rosněft, Lukoil, Surgutněftěgaz, Gazprom Něft (do roku 2006) Sibněft) a další. Ruský plynárenský gigant Gazprom je největší firmou na světě, zabývající se těžbou plynu. Hospodářské výkony těžby nafty a plynu tvoří podstatnou část HDP ruské ekonomiky a příjmy z nich kryjí do značné míry výdaje státního rozpočtu.
Rusko dodává čtvrtinu spotřeby zemního plynu v EU,[zdroj⁠?!] a to zejména prostřednictvím tranzitních cest přes Ukrajinu (Sojuz, Družba) a Bělorusko (Jamal–Evropa). Pro případ přerušení dodávek zemního plynu přes Ukrajinu, které byly v minulosti ohroženy, když Ukrajina nesplácela dluhy za tyto suroviny, byla v roce 2011 dokončena první fáze tzv. Severního plynovodu Nord Stream, který vede pod Baltským mořem přímo do Německa (s napojením do Česka). Následující rok byl v Německu dokončen plynovod NEL navazující na plynovod BBL, přivádějící plyn do Velké Británie. Roku 2012 byl také dokončen ropovod ESPO, spojující Sibiř s asijsko-tichomořskými trhy (Japonsko, Čína a Jižní Korea). Pro zajištění energetických potřeb států na jihu Evropy včetně Itálie, byl donedávna plánován plynovod South Stream, vedoucí mimo území Ukrajiny pod Černým mořem přes Bulharsko.
Dne 18. června 2015 podepsali zástupci rakouské společnosti OMV a ruského Gazpromu tzv. Memorandum of Understanding (předběžnou dohodu), podle kterého se Rakušané budou podílet na výstavbě dvou dalších potrubí pod Baltským mořem. Zároveň bylo ve stejný den na okraji hospodářské konference v Petrohradě oznámeno, že k uskupení firem, které se budou na této stavbě podílet, se připojují také německá společnost EON a nizozemsko-britská společnost Shell. První potrubí má být postaveno a uvedeno do provozu do roku 2019. Téměř ve stejnou dobu bude stavěno ještě jedno, celkově čtvrté, potrubí. Celkové náklady projektu přesáhnou pravděpodobně náklady na jeho první fázi, které činily 7,4 miliardy eur. Obě nová potrubí mají přepravovat dalších 55 miliard m³ zemního plynu ročně do Evropské unie. Od roku 2020 nemá být již žádný plyn z Ruska, určený pro Západní Evropu, přepravován přes dosavadní tranzitní Ukrajinu.
Rusko je třetí největší výrobce elektřiny ve světě. Je také první zemí, která vybudovala jadernou elektrárnu. Všechny jaderné elektrárny jsou řízeny státní firmou Rosatom. Sektor se rychle vyvíjí, jen na rozvoj je vyčleněn asi 1 bilion rublů z federálního rozpočtu do roku 2015. Velké kaskády vodních elektráren jsou v evropské části podél velkých řek jako je Volha, zatímco potenciál východní Sibiře zatím zůstává většinou nevyužitý. Zhruba 63 % ruské elektrické energie je generováno tepelnými elektrárnami, 21 % vodními a 16 % pochází z jaderných reaktorů. V roce 2005 Rusko vyrobilo 951 TWh a exportovalo 23 TWh elektřiny.

### Zemědělství
Významnými komoditami rostlinné a živočišné výroby jsou brambory, ječmen, pšenice, luštěniny, cukrová řepa; vepřové, drůbeží a skopové maso; rybolov. Zemědělská výroba je státem podporována, a sice také embargem, které zavedla ruská vláda na dovozy zemědělských komodit a potravin ze států, které uvalily na Rusko sankce kvůli ukrajinské krizi a anexi Krymu v roce 2014.

### Veřejný dluh

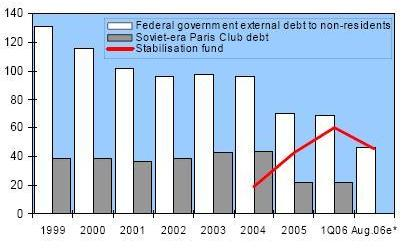
Veřejný dluh Ruska

Rusko má velmi nízký podíl veřejného dluhu na HDP, je mezi nejnižšími na světě. Většina z jeho zahraničního dluhu jsou soukromé úvěry. Poměr veřejného dluhu k HDP byl v roce 2014 pod 12 %, v roce 2015 činil 15,6 % z HDP.

### Žebříček firem
Žebříček firem podle kapitalizace (časopis «Expert», 2008/10/6):
| Jméno                                  | Kapitalizace (mil. RUB) | Kapitalizace (mil. Kč) | Odvětví                    |
| -------------------------------------- | ----------------------- | ---------------------- | -------------------------- |
| Gazprom                                | 5 804 745               | 4 020 018              | ropná a plynová            |
| NK Rosněft                             | 2 284 861               | 1 582 358              | ropná a plynová            |
| NK Lukoil                              | 1 583 655               | 1 096 744              | ropná a plynová            |
| AK Sběrěgatěl'nyj bank RF              | 1 254 849               | 869 033                | bankovní                   |
| GMK Norilskij nikěl'                   | 923 317                 | 639 434                | hutnictví neželezných kovů |
| Surgutněftěgaz                         | 643 247                 | 445 474                | ropná a plynová            |
| Vympělkom                              | 596 957                 | 413 417                | telekomunikace             |
| Novolipeckij Metallurgičeskij Kombinat | 569 536                 | 394 426                | hutnictví železa a oceli   |
| Gazprom něft'                          | 560 042                 | 387 851                | ropná a plynová            |
| Novatek                                | 545 624                 | 377 866                | ropná a plynová            |